# Primera División Nacional de balonmano 2019-20
La temporada 2019-20 de la Primera División Nacional de balonmano enfrenta a 95 equipos divididos en 6 grupos de 16 equipos cada uno, distribuidos geográficamente.

### Grupo A
| Com. Aútónoma | Equipo                                       | Provincia              | Ciudad                     | Pabellón                                     | Puesto Final |
| ------------- | -------------------------------------------- | ---------------------- | -------------------------- | -------------------------------------------- | ------------ |
| Canarias      | Balonmano Ingenio                            | Las Palmas             | Ingenio                    | Polideportivo Municipal Chano Melian         | º            |
| Canarias      | Gourmet Ampate Lanzarote                     | Las Palmas             | Arrecife                   | Pabellón Municipal de Titerroy               | º            |
| Canarias      | Balonmano Tenerife Tejina                    | Santa Cruz de Tenerife | San Cristóbal de la Laguna | IES Antonio González de Tejina               | º            |
| Galicia       | Carnes do Ribeiro - Ourense Provincia Termal | Orense                 | Ribadavia                  | Pabellón Municipal O Consello                | º            |
| Galicia       | OAR Coruña                                   | La Coruña              | La Coruña                  | Polideportivo San Francisco Javier           | º            |
| Galicia       | Calvo Xiria                                  | La Coruña              | Carballo                   | Pabellón Zona Escolar de Carballo            | º            |
| Galicia       | Balonmán Saeplast Cañiza                     | Pontevedra             | A Cañiza                   | Pabellón Municipal de A Cañiza               | º            |
| Galicia       | Embutidos Lalinense                          | Pontevedra             | Lalín                      | Lalín Arena                                  | º            |
| Galicia       | Rodosa Bm Chapela                            | Pontevedra             | Redondela                  | Pabellón Municipal Manuel González Soto      | º            |
| Galicia       | Granitos Ibéricos Carballal                  | Pontevedra             | Vigo                       | Pabellón Municipal Carballal                 | º            |
| Galicia       | Teucro Colegio San Narciso                   | Pontevedra             | Pontevedra                 | Pabellón Municipal de Deportes de Pontevedra | º            |
| Galicia       | UB Lavadores Vigo                            | Pontevedra             | Vigo                       | Pabellón Municipal de Lavadores              | º            |
| Galicia       | Magope Seis do Nadal - Coia                  | Pontevedra             | Vigo                       | Polideportivo Municipal de Coia              | º            |
| Galicia       | Automanía Luceros                            | Pontevedra             | Cangas de Morrazo          | Pabellón Municipal El Gatañal                | º            |
| Galicia       | Bueu Atlético Balonmán                       | Pontevedra             | Bueu                       | Pabellón Municipal de Bueu                   | º            |

- Ascendidos de Segunda Nacional: Granitos Ibéricos Carballal
- Descendidos a Segunda Nacional: Balonmano Camariñas, Rasoeiro BM y Octavio.
- Cambian de grupo: Llegan el BM Ingenio, Gourmet Ampate Lanzarote y BM Tenerife Tejina, se van el Procoaf Gijón y el Balonmano Base Oviedo.
- El Grupo A cuenta con 15 equipos en la temporada 2019/20 por renuncia del BM Camariñas.

### Grupo B
| Com. Aútónoma      | Equipo                                | Provincia   | Ciudad                  | Pabellón                               | Puesto Final |
| ------------------ | ------------------------------------- | ----------- | ----------------------- | -------------------------------------- | ------------ |
| Asturias           | Cafés Toscaf Atlética                 | Asturias    | Avilés                  | Pabellón Municipal La Magdalena        | º            |
| Asturias           | Grupo IMQ                             | Asturias    | Gijón                   | Pabellón Braulio García                | º            |
| Asturias           | DKV Gijón                             | Asturias    | Gijón                   | Palacio de Deportes de Gijón           | º            |
| Asturias           | Unión Financiera                      | Asturias    | Oviedo                  | Pabellón Municipal de Vallobin         | º            |
| Cantabria          | CB Santoña                            | Cantabria   | Santoña                 | Pabellón Tomás de Teresa               | º            |
| Cantabria          | Lafuente Pereda                       | Cantabria   | Santander               | Pabellón del IES José María Pereda     | º            |
| Castilla-La Mancha | Quabit Guadalajara 'B'                | Guadalajara | Guadalajara             | Polideportivo David Santamaría         | º            |
| Castilla y León    | Pizzería La Nonna Balopal             | Palencia    | Palencia                | Pabellón Mariano Haro                  | º            |
| Castilla y León    | UBU San Pablo Burgos                  | Burgos      | Burgos                  | Polideportivo Municipal El Plantío     | º            |
| Castilla y León    | Universidad de León Ademar            | León        | León                    | Pabellón Universitario Hansi Rodríguez | º            |
| Castilla y León    | Ezequiel 4Valles La Robla             | León        | La Robla                | Pabellón Municipal de La Robla         | º            |
| Castilla y León    | Autocares Sanalón Ciudad de Salamanca | Salamanca   | Salamanca               | Polideportivo Río Tormes               | º            |
| Castilla y León    | Club Balonmano Soria                  | Soria       | Soria                   | Polideportivo San Andrés               | º            |
| Castilla y León    | BM Arroyo                             | Valladolid  | Arroyo de la Encomienda | Pabellón Municipal La Flecha           | º            |
| Castilla y León    | CDBM Delicias                         | Valladolid  | Valladolid              | Complejo Canterac                      | º            |
| Castilla y León    | CD Universidad de Valladolid          | Valladolid  | Valladolid              | Fuente de la Mora                      | º            |

- Ascendidos de Segunda Nacional: Balonmano Guadalajara 'B', Balonmano Pereda y Balopal.
- Descendidos a Segunda Nacional: Balonmano Leganés.
- Cambian de grupo: Llegan el Procoaf Gijón y el Balonmano Base Oviedo, y se van el Balonmano Pinto, Ikasa Balonmano Madrid, Balonmano Sanse, Balonmano Safa y CD Iplacea.
- Descendido de División de Honor Plata: Balonmano Santoña

### Grupo C
| Com. Aútónoma | Equipo                           | Provincia | Ciudad           | Pabellón                                 | Puesto final |
| ------------- | -------------------------------- | --------- | ---------------- | ---------------------------------------- | ------------ |
| Aragón        | Avefor Huesca 'B'                | Huesca    | Huesca           | Palacio Municipal de Deportes de Huesca  | º            |
| Aragón        | BM Dominicos Zaragoza            | Zaragoza  | Zaragoza         | PDM Salduba                              | º            |
| Aragón        | Balonmano Maristas Zaragoza      | Zaragoza  | Zaragoza         | Colegio El Pilar Maristas                | º            |
| Euskadi       | Ereintza Aguaplast               | Guipúzcoa | Rentería         | Polideportivo Municipal Galtzaraborda    | º            |
| Euskadi       | Egia                             | Guipúzcoa | San Sebastián    | Polideportivo de Eguía                   | º            |
| Euskadi       | Tolosa CF Eskubaloia             | Guipúzcoa | Tolosa           | Polideportivo Usabal                     | º            |
| Euskadi       | Somos Eibar Eskubaloia           | Guipúzcoa | Éibar            | Polideportivo de Ipurúa                  | º            |
| Euskadi       | Alcorta Forging Group Elgoibar   | Guipúzcoa | Elgóibar         | Olaizaga Kiroldegia                      | º            |
| Euskadi       | Trapagarán                       | Vizcaya   | Valle de Trápaga | Polideportivo Municipal Valle de Trápaga | º            |
| Euskadi       | Balonmano Romo Indupime          | Vizcaya   | Guecho           | Polideportivo Gobela                     | º            |
| Euskadi       | Urban Cabero Balonmano Barakaldo | Vizcaya   | Baracaldo        | Polideportivo Lasesarre                  | º            |
| Euskadi       | Urduliz Eskubaloia               | Vizcaya   | Urdúliz          | Iparralde Kiroldegia                     | º            |
| Navarra       | Uharte                           | Navarra   | Uharte           | Polideportivo Ugarrandia                 | º            |
| Navarra       | Beti Onak                        | Navarra   | Villava          | Pabellón Municipal Hermanos Induráin     | º            |
| Navarra       | Helvetia Anaitasuna 'B'          | Navarra   | Pamplona         | Pabellón Anaitasuna                      | º            |
| Navarra       | Jacar San Antonio                | Navarra   | Pamplona         | Polideportivo Arrosadía                  | º            |

- Ascendidos de Segunda Nacional: Urdúliz y Avefor Huesca 'B'.
- Descendidos a Segunda Nacional: Stadium Casablanca y Corrales.

### Grupo D
| Com. Autónoma | Equipo                              | Provincia | Ciudad                      | Pabellón                                   | Puesto final |
| ------------- | ----------------------------------- | --------- | --------------------------- | ------------------------------------------ | ------------ |
| Cataluña      | Sant Martí Adrianenc                | Barcelona | Barcelona                   | Complex Esportiu La Verneda                | º            |
| Cataluña      | Avannubo BM La Roca                 | Barcelona | La Roca del Vallés          | Pavelló Nou                                | º            |
| Cataluña      | CH La Salle Montcada                | Barcelona | Moncada y Reixach           | Pabellón Municipal Miquel Poblet           | º            |
| Cataluña      | CH Sant Esteve de Palautordera      | Barcelona | Santa María de Palautordera | Pavelló Municipal Els Quatre Hereus        | º            |
| Cataluña      | CH Sant Esteve Sesrovires           | Barcelona | San Esteban de Sasroviras   | Pavelló Poliesportiu Municipal             | º            |
| Cataluña      | Club d'Handbol Palautordera Salicru | Barcelona | Santa María de Palautordera | Pavelló Josep Maria i Llavina              | º            |
| Cataluña      | Finestrelles SC Handbol Esplugues   | Barcelona | Esplugas de Llobregat       | CEM Les Moreres                            | º            |
| Cataluña      | Handbol Sant Cugat                  | Barcelona | San Cugat del Vallés        | Zona Esportiva Municipal Rambla del Celler | º            |
| Cataluña      | Handbol Sant Joan Despí             | Barcelona | Sant Joan Despí             | Poliesportiu Salvador Gimeno               | º            |
| Cataluña      | Handbol Sant Quirze                 | Barcelona | San Quirico de Tarrasa      | Pabellón Municipal Sant Quirze             | º            |
| Cataluña      | Handbol Sant Vicenç Bar Mi Casa     | Barcelona | San Vicente dels Horts      | Poliesportiu Municipal Sant Josep          | º            |
| Cataluña      | Joventut Handbol Mataró             | Barcelona | Mataró                      | Pavelló Teresa Maria Roca i Vallmajor      | º            |
| Cataluña      | KH7 BM Granollers 'B'               | Barcelona | Granollers                  | Palacio de Deportes de Granollers          | º            |
| Cataluña      | Handbol Banyoles                    | Gerona    | Bañolas                     | Pavelló de la Draga                        | º            |
| Cataluña      | OAR Gracia Sabadell                 | Barcelona | Sabadell                    | Pabellón Municipal OAR Gracia Sabadell     | º            |
| Cataluña      | Poblenou                            | Barcelona | Pueblo Nuevo                | Complejo Deportivo Municipal Mar Bella     | º            |

- Ascendidos de Segunda Nacional: Banyoles.
- Descendidos a Segunda Nacional: La Salle Bonanova.
- Descendido de División de Honor Plata: Sant Martí Adrianenc.
- Ascendido a División de Honor Plata: UE Sarria.

### Grupo E
| Com. Aútónoma        | Equipo                                      | Provincia      | Ciudad               | Pabellón                                      | Puesto final |
| -------------------- | ------------------------------------------- | -------------- | -------------------- | --------------------------------------------- | ------------ |
| Comunidad Valenciana | BM Torrevieja Salud Mare Nostrum            | Alicante       | Torrevieja           | Pabellón Municipal Cecilio Gallego            | º            |
| Comunidad Valenciana | Balonmano Elda Centro Excursionista Eldense | Alicante       | Elda                 | Pabellón Rafael Tapia Valdés                  | º            |
| Comunidad Valenciana | Handbol Villa Antonia Sant Joan             | Alicante       | San Juan de Alicante | Polideportivo Municipal de Sant Joan          | º            |
| Comunidad Valenciana | BM Horneo Sporting Alicante                 | Alicante       | Alicante             | Polideportivo Municipal Pitiu Rochel          | º            |
| Comunidad Valenciana | Club Balonmano Elche                        | Alicante       | Elche                | Polideportivo Municipal de Carrús             | º            |
| Comunidad Valenciana | Hipanitas BM Petrer                         | Alicante       | Petrel               | Pabellón Gedeón y Isaías Guardiola            | º            |
| Comunidad Valenciana | Agustinos Alicante                          | Alicante       | Alicante             | Polideportivo Municipal Pitiu Rochel          | º            |
| Comunidad Valenciana | BM Servigroup Benidorm 'B'                  | Alicante       | Benidorm             | Palau d'Esports L'Illa de Benidorm            | º            |
| Comunidad Valenciana | Club Handbol Vila Real                      | Castellón      | Villarreal           | Centre de Tecnificació Esportiva de Vila Real | º            |
| Comunidad Valenciana | CB Visconfort Maristas Algemesí             | Valencia       | Algemesí             | 9 d'Octubre                                   | º            |
| Comunidad Valenciana | Club Balonmano Mislata                      | Valencia       | Mislata              | Pabellón la Canaleta                          | º            |
| Comunidad Valenciana | Levante UDBM Marni                          | Valencia       | Valencia             | Polideportivo Marni                           | º            |
| Comunidad Valenciana | Fertiberia Puerto Sagunto 'B'               | Valencia       | Puerto de Sagunto    | Pabellón Municipal Internucleos               | º            |
| Islas Baleares       | Handbol Club Playasol Ibiza                 | Islas Baleares | Ibiza                | Pabellón Municipal de Es Pratet               | º            |
| Islas Baleares       | Sispal Handbol Marrachí                     | Islas Baleares | Marrachí             | Polideportivo Blanquerna                      | º            |
| Región de Murcia     | Ritec BM Águilas                            | Murcia         | Águilas              | Pabellón Agustín Muñoz                        | º            |

- Ascendidos de Segunda Nacional: Ritec Águilas, Marrachí y Mislata
- Descendidos a Segunda Nacional: Almoradí, San Lorenzo Puente Tocinos y Alcácer.
- Descendido de División de Honor Plata: Agustinos Alicante.

### Grupo F
| Com. Aútónoma       | Equipo                                | Provincia   | Ciudad                     | Pabellón                                 | Puesto final |
| ------------------- | ------------------------------------- | ----------- | -------------------------- | ---------------------------------------- | ------------ |
| Andalucía           | Club Balonmano Bahía de Almería       | Almería     | Almería                    | Pabellón Antonio Rivera                  | º            |
| Andalucía           | BM Ciudad de Algeciras                | Cádiz       | Algeciras                  | Pabellón Ciudad de Algeciras             | º            |
| Andalucía           | Espectáculos Doble A BM Pozoblanco    | Córdoba     | Córdoba                    | Pabellón Municipal Juan Manuel Sepúlveda | º            |
| Andalucía           | BM Maracena La Esquinita de Javi      | Granada     | Maracena                   | Pabellón Ciudad Deportiva de Maracena    | º            |
| Andalucía           | BM Málaga                             | Málaga      | Málaga                     | Carranque Antiguo                        | º            |
| Andalucía           | Colegio Maravillas Benalmádena        | Málaga      | Benalmádena                | Pabellón Benalmádena Pueblo              | º            |
| Andalucía           | BM Montequinto Ciudad de Dos Hermanas | Sevilla     | Dos Hermanas               | Pabellón Municipal de Montequinto        | º            |
| Castilla-La Mancha  | BM Caserío de Ciudad Real             | Ciudad Real | Ciudad Real                | Pabellón Quijote Arena                   | º            |
| Castilla-La Mancha  | MGN BM Bolaños                        | Ciudad Real | Bolaños de Calatrava       | Pabellón Macarena Aguilar                | º            |
| Comunidad de Madrid | Corazonistas                          | Madrid      | Madrid                     | Pabellón Corazonistas                    | º            |
| Comunidad de Madrid | Ikasa BM Madrid                       | Madrid      | Madrid                     | CDM Duet Francisco Fernández Ochoa       | º            |
| Comunidad de Madrid | Quental BM Pinto                      | Madrid      | Pinto                      | Pabellón Municipal Sandra Aguilar        | º            |
| Comunidad de Madrid | Safa Madrid                           | Madrid      | Madrid                     | Pabellón Colegio Sagrada Familia         | º            |
| Comunidad de Madrid | Santagadea Sport BM Sanse             | Madrid      | San Sebastián de los Reyes | Pabellón Municipal Valvanera             | º            |
| Comunidad de Madrid | Club Deportivo Iplacea                | Madrid      | Alcalá de Henares          | Pabellón Municipal Demetrio Lozano       | º            |
| Melilla             | CD Melilla Virgen de la Victoria      | Melilla     | Melilla                    | Pabellón Lázaro Fernández                | º            |

- Ascendidos de Segunda Nacional: Balonmano Málaga, Balonmano Pozoblanco y BM Corazonistas.
- Descendidos a Segunda Nacional: Balonmano Villafranca, Balonmano Triana y Aguilar Aceitunas Torrent.
- Cambian de grupo: Llegan el Balonmano Pinto, Ikasa Balonmano Madrid, Balonmano Sanse, Balonmano Safa y CD Iplacea, y se van el BM Ingenio, Gourmet Ampate Lanzarote y BM Tenerife Tejina.
- Ascienden a División de Honor Plata: Córdoba Balonmano y GAES Balonmano Málaga.